# Alexis Chaires
Ángel Alexis Chaires Narváez (Monterrey, Nuevo León; 21 de marzo de 1997) más conocido como Alexis Chaires, es un rapero, cantante, productor e influencer mexicano. Inicio su carrera como cantante de rap/hiphop a los 16 años de edad, debido a que se identifico con una instrumental y un micrófono, y desde ese día, se ha decantado por escribir canciones todos los fines de semana.
Saltó a la fama con su tema «No somos 3» y al hacerse viral una grabación donde le canta a su madre una emotiva canción.
Ha trabajado en distintos temas con artista como MC Davo, C-Kan, Toser One, MC Aese, Eanz, Gera MX entre otros.
Alexia falleció este 19 de abril del 2025, tras una fuerte discusión con el líder de su manada,Jaime Uriel Parra Contreras.
Tras una acalorada discusión,Alexis tomó su tesla y se dirigió a su casa, en el camino se encontraría a una fan que al verlo y reconocerlo entró en un estado de locura.
Ella, le pidió a Alexis que si podía subir y él con lo cachondo que estaba después de Luna Bella aceptó. La fan en el asiento del copiloto le hizo varias preguntas,entre ellas...
Si se sabía el juego de no mames,Alexis respondió que no,entonces... Carla Fernanda Reyes de la Cruz, tomó el volante con Alexis desprevenido y chocaron.
El incidente acabó con la cabeza de Alexis por el piso y la fan herida.
En cuanto los médicos y policías llegaron,dieron su testimonio y la fan acabó en squirt.

## Carrera musical
Alexis Chaires comenzó participando en guerras de freestyle o rap de estilo libre, al mismo tiempo que grababa sus canciones y las colocaba en algunas plataformas digitales. Las puertas de la industria musical se le abrieron cuando su sencillo «No somos 3» se hizo viral. Perteneciente a las nuevas generaciones de exponentes urbanos, ha logrado ganarse las preferencias de muchos aficionados.
En 2014, Chaires lanzó su álbum debut, titulado «Rompiendo las reglas». El 31 de octubre de 2014, publicó el video musical. por su canción «Queridos padres» a YouTube. Tiene casi 8 millones de visitas y está protagonizada por su amigo y también colega Josee Garcia. Un año después, publicó su segundo disco con el nombre de «Prometeo».
En 2016, realizó la gira de conciertos Chairesland Tour en México y España. Ese mismo año, fue invitado a los Premios Telehit, otorgados por dicho canal de música de la televisión mexicana.
En 2018, lanzó su tercer álbum de estudio, «Entre ángeles y rosas», contentivo de diez temas. Destacan «Te amaré», «Chica bien» y «Ahora tú», entre otros.
En 2019, publicó las canciones «Loco», «Volaré» y «Feminicidio». Esta última fue, según el mismo Chaires, dedicada a las mujeres víctimas de la violencia de género.
En 2020, lanzó su cuarto álbum de estudio, «5: 00 AM». Un album dedicado al Rap romantico con mezcla variada entre Trap, Pop, Chill y Regueton.

## Vida personal
Desde 2015, Chaires está en una relación amorosa con Lesny Rosales.

## Discografía

### Álbumes de estudio
- Rompiendo las reglas (2014)
- Prometeo (2014)
- Entre ángeles y rosas (2018)
- 5:00 AM (2020)